# كريس هارت الرابع
كريس هارت الرابع هو سياسي أمريكي، ولد في 11 أغسطس 1968. نشط حزبياً في الحزب الجمهوري. وقد انتخب عضو مجلس نواب فلوريدا ‏.